# Ruth Rendellová
Ruth Rendellová, rozená Grasemannová, někdy tvořící též pod pseudonymem Barbara Vineová (17. únor 1930 Londýn – 2. květen 2015 Londýn) byla anglická spisovatelka, autorka detektivních románů.
Její knihy byly přeloženy do více než dvaceti jazyků, víc než dvacet jich bylo zfilmováno. První román vydala roku 1964 pod názvem Smrt má jméno Doon (From Doon with Death). Již zde se objevil její nejslavnější detektiv Reginald Wexford, který je hlavním hrdinou zhruba třetiny jejích knih. Do detektivního žánru vnesla sociální i psychologický rozměr, zvláště do svých thrillerů a knih psaných pod jménem Vineová.
V roce 1997 byla uvedena do šlechtického stavu.